# Steinbrücke 11 (Quedlinburg)

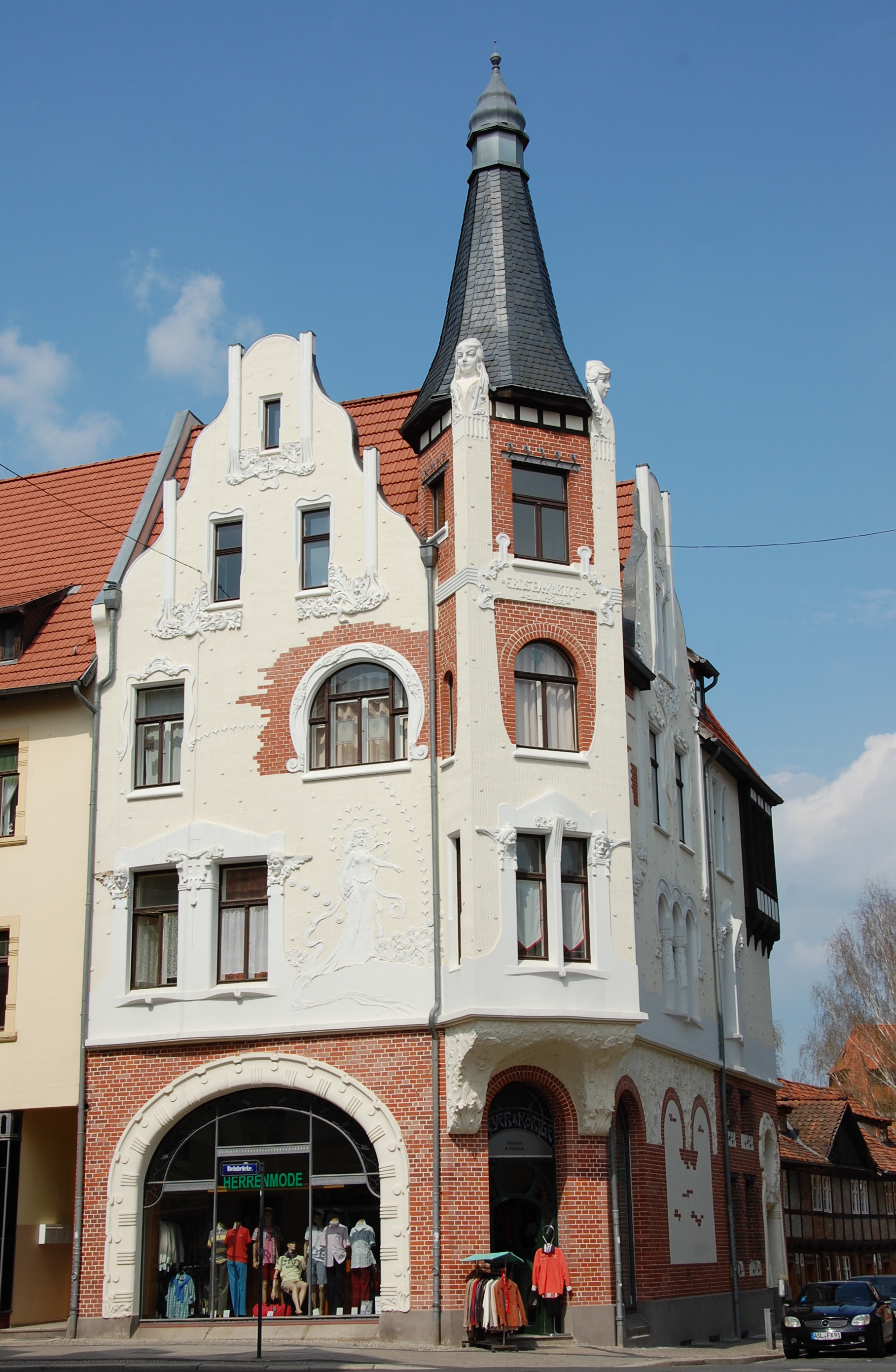
Haus Steinbrücke 11

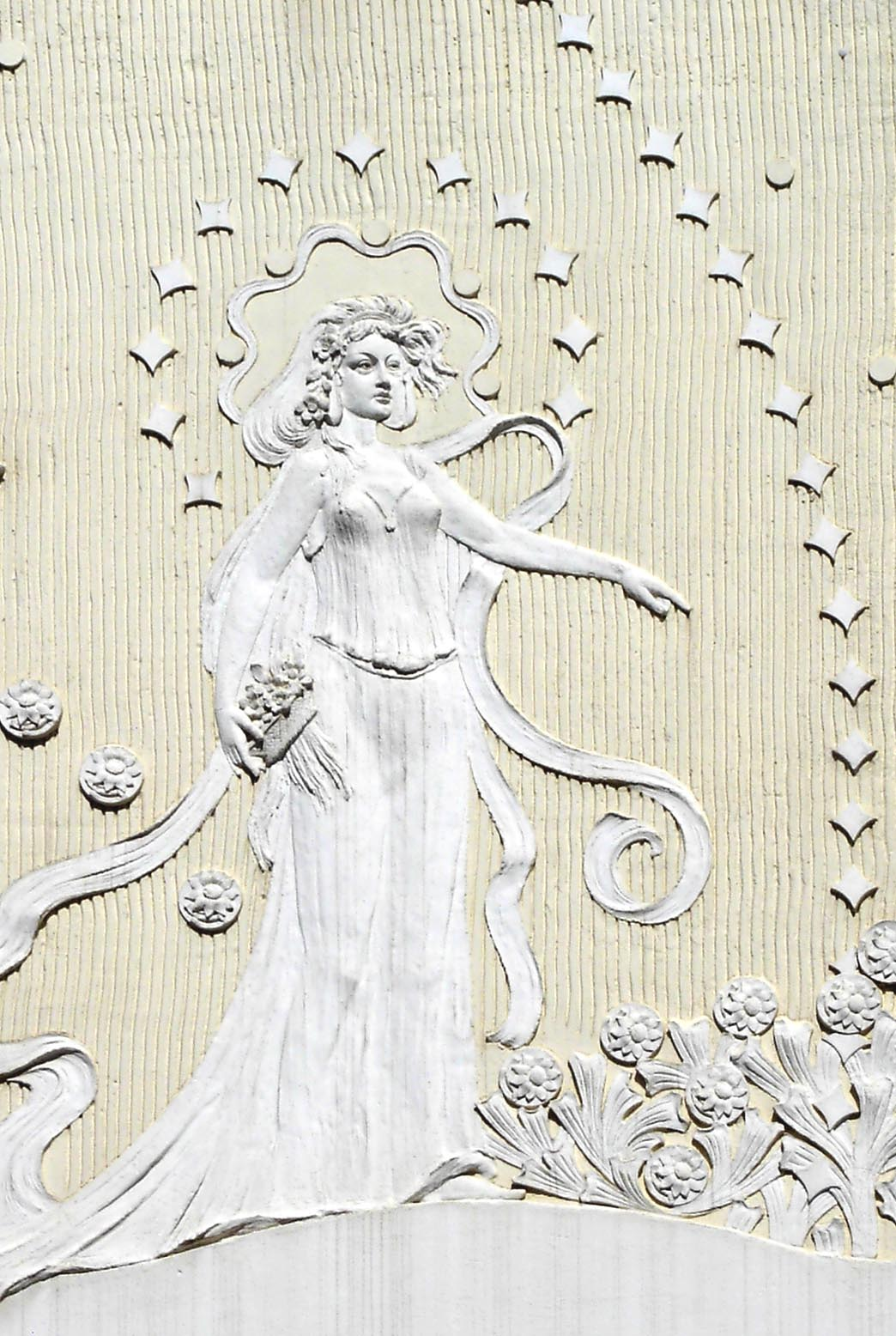
Verzierung am Gebäude

Das Haus Steinbrücke 11 ist ein denkmalgeschütztes Gebäude in der Stadt Quedlinburg in Sachsen-Anhalt.

## Lage
Es befindet sich südlich des Quedlinburger Marktplatzes in einer Ecklage am Ostende der Straße Steinbrücke, an der Kreuzung von Steinbrücke, Am Hospital, Heilige-Geist-Straße und Neuem Weg. Im Quedlinburger Denkmalverzeichnis ist es als Wohnhaus eingetragen.

## Architektur und Geschichte
Das in massiver Bauweise errichtete Gebäude wurde im Jahr 1903 durch den Architekten Max Schneck an der Stelle des ehemaligen Heiliggeist-Hospitals gebaut. Bauherr des im Jugendstil gestalteten Baues war der Kaufmann Ernst Körtge. Markant ist der zur Straßenecke nach Südosten ausgerichtete Erker des Gebäudes. An der Nordostecke befindet sich ein in Fachwerkbauweise errichteter Erker. Der Einsatz von Fachwerkelemente erfolgte auf Drängen des städtischen Bauamtes. Sowohl die Fassade zur Steinbrücke als auch die zur Straße „Am Hospital“ verfügen über reichen Putzschmuck. An der Fassade findet sich ein überlebensgroßes, eine Flora darstellendes Putzrelief. Ein weiteres Relief befindet sich an der Ostseite und zeigt einen Samenzüchter. Das Haus gilt als einer der anspruchsvollsten Bauten des Jugendstils in Quedlinburg.